# Mastercard

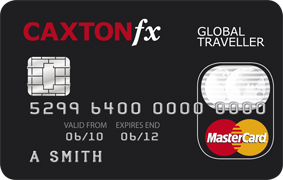
Typische Mastercard-Kreditkarte mit Hochprägung und Hologramm

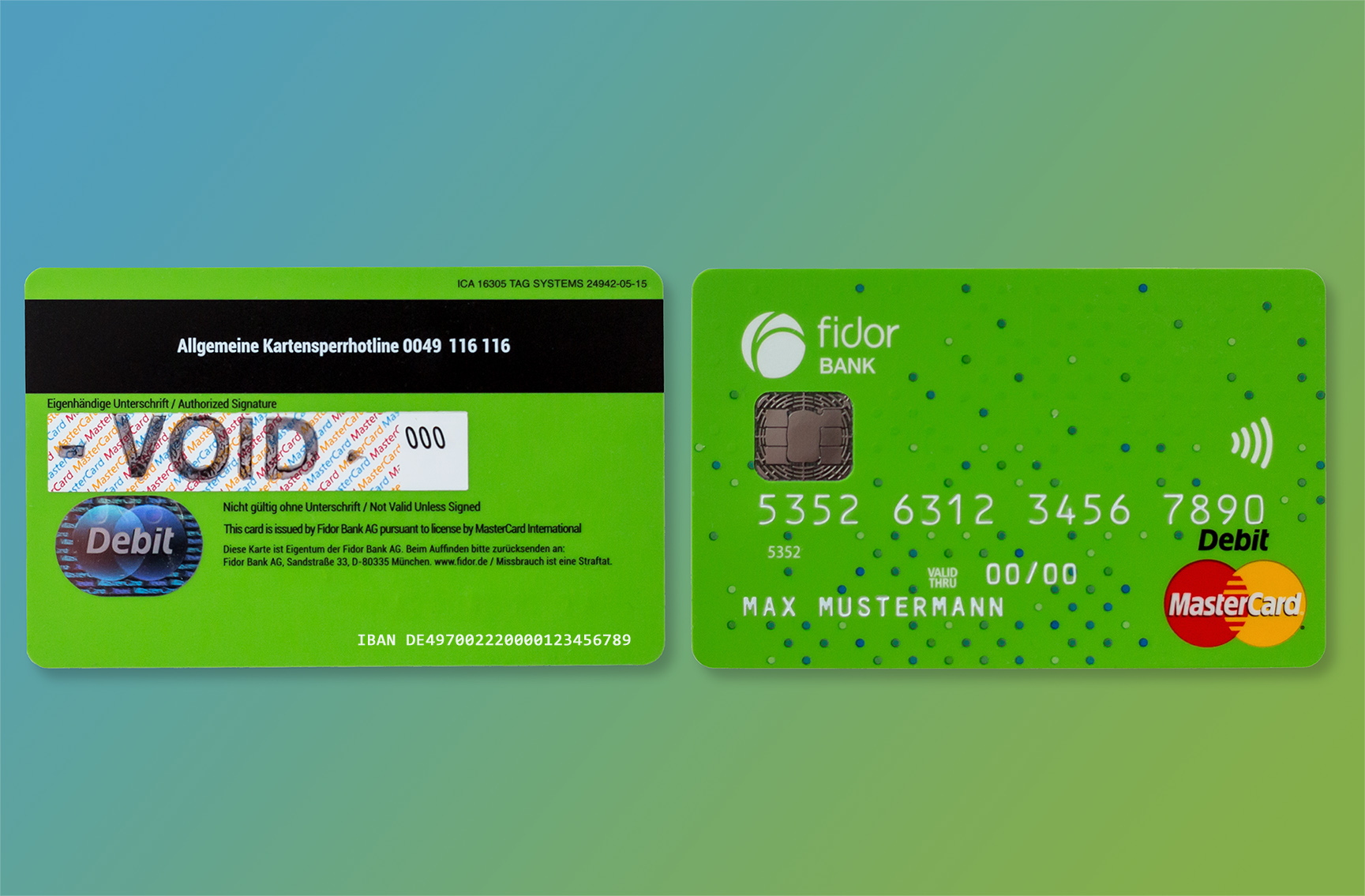
Mastercard-Debitkarte ohne Hochprägung und mit Hologramm auf der Rückseite

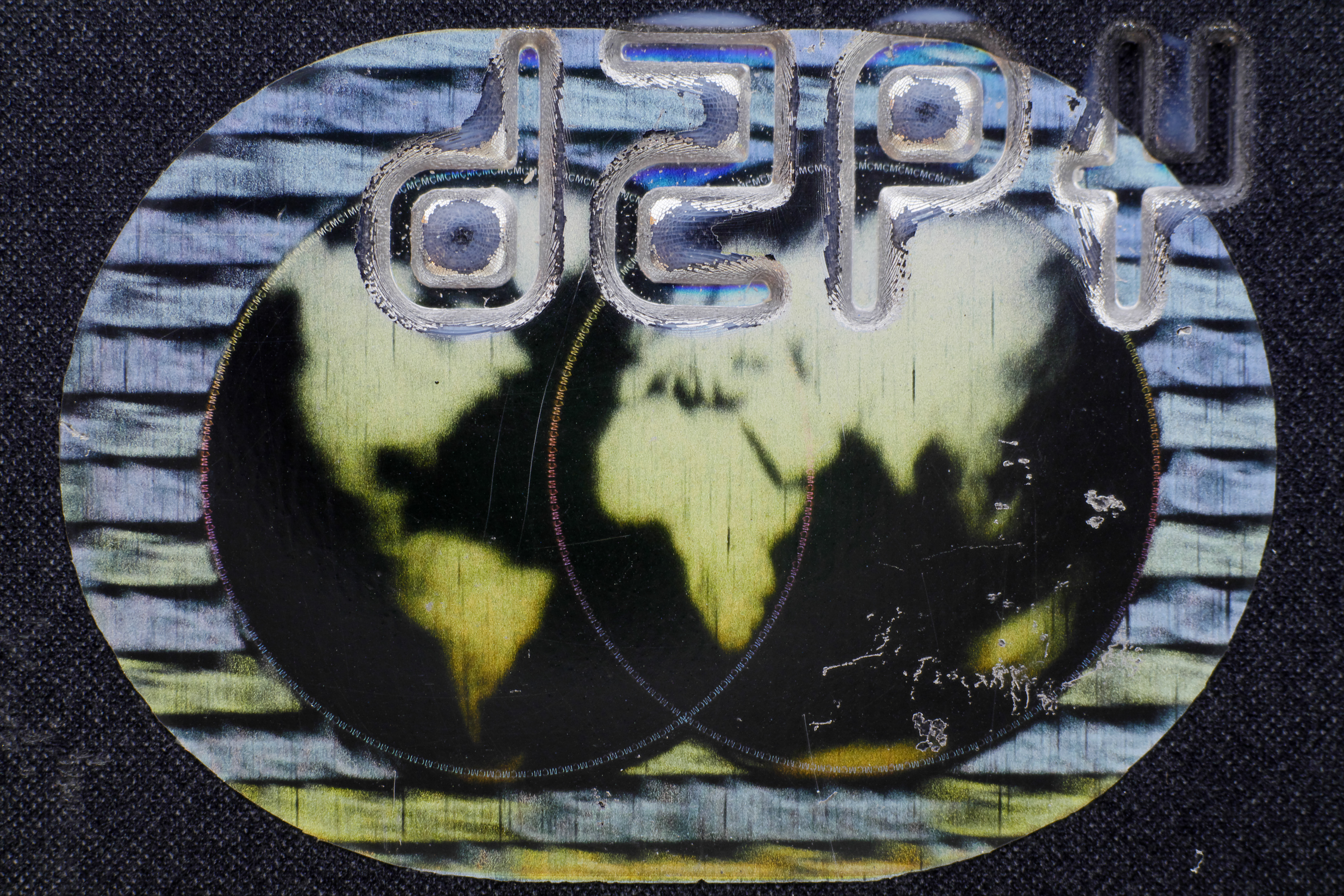
Hologramm als Sicherheitsmerkmal auf der Rückseite einer Kreditkarte von Mastercard in diffusem Licht

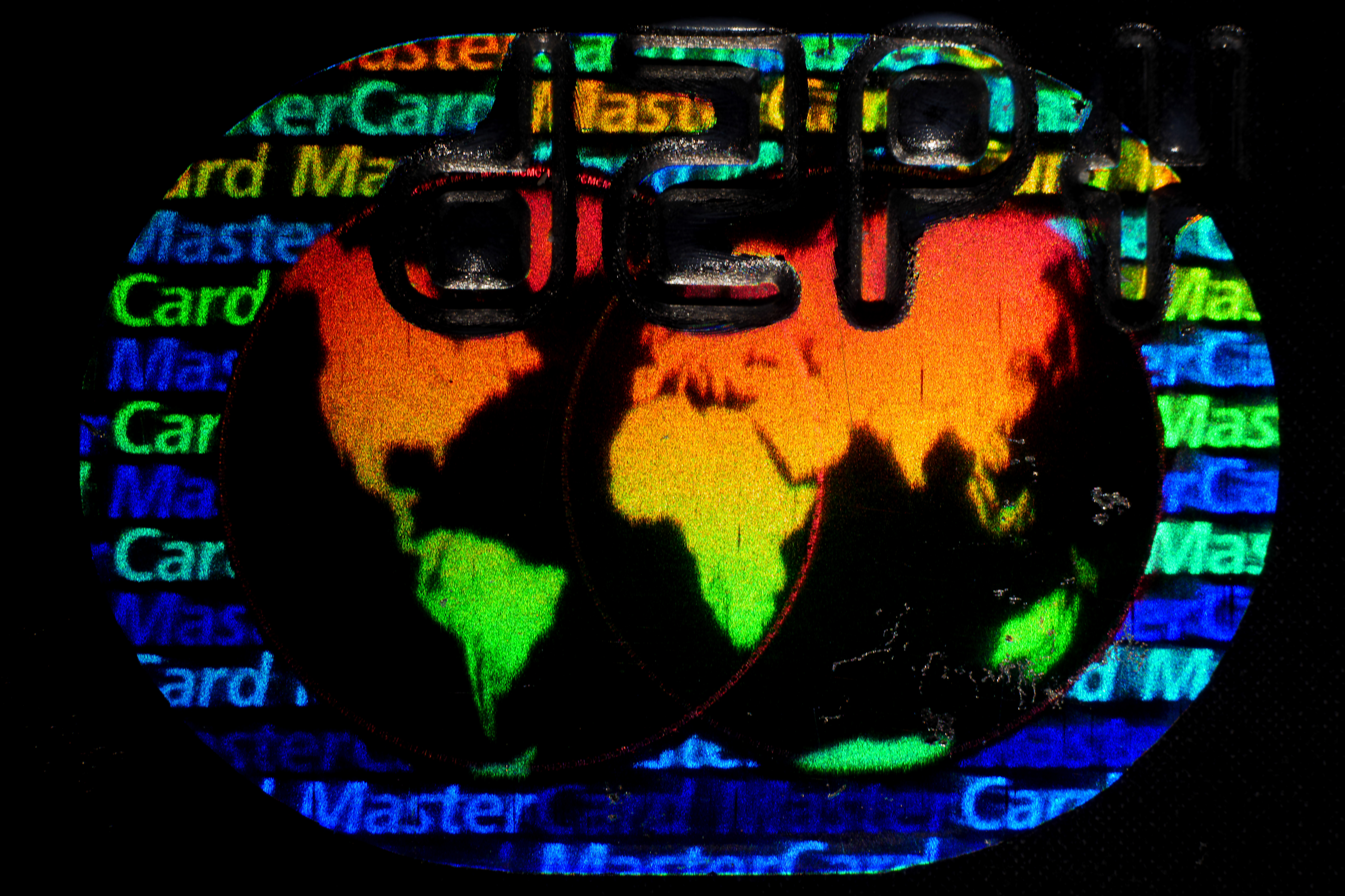
Hologramm als Sicherheitsmerkmal auf der Rückseite einer Kreditkarte von Mastercard in gerichtetem, schräg einfallendem Licht

Die Mastercard Incorporated mit Sitz in Purchase, New York ist ein börsennotierter Zahlungsdienstleister und beschäftigte 2022 rund 29.900 Mitarbeiter. Mastercard ist neben Visa eine der beiden großen internationalen Gesellschaften für Zahlungskarten (Kredit-, Debit- und Guthabenkarten).

## Unternehmen
Mastercard vergibt Lizenzen an Banken in aller Welt für die Ausgabe ihrer Karten (Issuing-Lizenzen) und für die Anwerbung von Vertragsunternehmen (Acquiring-Lizenzen). Die Akzeptanz der Mastercard liegt bei etwa 35 Millionen Vertragsunternehmen und etwa einer Million Bargeldauszahlungsstellen weltweit (Stand 2014). In Deutschland wird die Karte von etwa 515.000 Vertragsunternehmen akzeptiert.
Das Produktportfolio umfasst die Kreditkarte Mastercard, in Europa in den Jahren 1964 bis 2003 als Eurocard ausgegeben, die Debitkarten Maestro (vor allem in Europa), Debit Mastercard bzw. Mastermoney (z. B. USA, Europa) und Mastercard electronic (vor allem in Osteuropa und Asien), sowie die Bargeldbezugskarte Cirrus. Die Debit Mastercard gibt es auch in der Schweiz. Außerdem gibt es eine Mastercard Prepaid, die per Überweisung oder Dauerauftrag mit Geld aufgeladen wird. Hierbei entsteht kein Risiko, seinen persönlichen Kreditrahmen zu überziehen. Eine Variante dieser Karte ist die Mastercard Prepaid Jugendliche, die für einzelne Händlerkategorien wie zum Beispiel Glücksspiel und/oder Erotikangebote gesperrt werden kann. Für Zahlungen im Internet gibt es die, laut dem Unternehmen, sichere Zahlungsform Mastercard Identity Check (SecureCode).
Mastercard war gemeinsam mit Europay International (Eurocard) und Visa International Service Association einer der Gründer der EMV-Spezifikation für Kreditkarten mit Chip.
1951 brachte die Franklin Bank in New York City die erste Mastercard heraus. Heute kann man in mehr als 210 Ländern mit Mastercard zahlen. 2013 ist Mastercard (Platz 97, 4,2 Mrd. US-Dollar) nach Visa (Platz 74, 5,4 Mrd. US-Dollar) und American Express (Platz 23, 17,6 Mrd. US-Dollar) die dritt-wertvollste Kreditkarten-Marke der Welt.
Das Unternehmen gehört zu den ersten Hauptmitgliedern der FIDO-Allianz, die den Industriestandard Universal Second Factor (U2F) für eine allgemein anwendbare Zwei-Faktor-Authentifizierung entwickelt hat.
2001 fusionierte Mastercard mit Europay International. Mastercard kaufte 2010 den britischen Zahlungsdienstleister DataCash für 517 Millionen US-Dollar.
Im Herbst 2015 startete Mastercard in den USA ein Pilotprojekt, in welchem das Bezahlen bei Online-Käufen mittels Biometrie getestet werden soll. Als Authentifizierungsmethoden wird hierbei auf Stimmerkennung, Selbstporträt und Fingerabdruck, sofern das jeweilige Endgerät dies zulässt, gesetzt. Auch die Herzfrequenz soll in naher Zukunft eine Authentifizierungsmethode sein. Mastercard erwarb eigens hierfür im Jahr 2014 Anteile an dem kanadischen Unternehmen Bionym, welches Armbänder zur Messung der Herzfrequenz herstellt. Seit 2017 gehören zwei weitere Unternehmen zur Mastercard-Familie. NuData Security, ein Unternehmen, das sich auf die Verwendung von passiver Biometrie spezialisiert hat, um betrügerische Aktivitäten auf Konten zu entdecken, wurde erworben. Die zweite Akquisition war VocaLink, ein Unternehmen, das „in der Implementierung von Fast ACH (Automatic Clearing House) in den entwickelten und aufstrebenden Märkten“ erfolgreich ist. Im Mai 2022 will Mastercard ein Pilotprojekt in Brasilien starten, welches es ermöglicht die Zahlung in einem Supermarkt per Gesichtserkennung zu autorisieren.
Die Europäische Kommission verhängte am 22. Januar 2019 eine Geldbuße von 570.566.000 Euro gegen Mastercard, da es die Möglichkeit von Händlern, bessere Konditionen von Banken aus anderen Ländern des Binnenmarkts zu nutzen, unter Verstoß gegen die EU-Kartellvorschriften beschränkt hat. Die Regelungen von Mastercard haben Händler daran gehindert, bessere Konditionen von Banken in anderen EU-Mitgliedstaaten in Anspruch zu nehmen. „So wurden die Kosten für Kartenzahlungen künstlich in die Höhe getrieben und zum Nachteil der Verbraucher und der Einzelhändler in der EU“, so die EU-Wettbewerbskommissarin Margrethe Vestager. Mastercard ist das zweitgrößte Kartenzahlungssystem im Europäischen Wirtschaftsraum (EWR) und hat die Geldbuße anerkannt.
Im Juni 2019 wurde bekannt, dass sich Mastercard an der Internetwährung Libra beteiligt hat. Im August 2019 wurde bekannt, dass Mastercard einen Teil von Nets für fast drei Milliarden Euro übernimmt.
| Jahr | Umsatz in Mio. US-$ | Gewinn in Mio. US-$ | Preis je Aktie in US-$ | Angestellte |
| ---- | ------------------- | ------------------- | ---------------------- | ----------- |
| 2005 | 2.938               | 267                 |                        | 4.300       |
| 2006 | 3.326               | 50                  | 6,68                   | 4.600       |
| 2007 | 4.068               | 1.086               | 14,35                  | 5.000       |
| 2008 | 4.992               | –254                | 21,30                  | 5.500       |
| 2009 | 5.099               | 1.463               | 18,78                  | 5.100       |
| 2010 | 5.539               | 1.843               | 22,93                  | 5.600       |
| 2011 | 6.714               | 1.906               | 29,85                  | 6.700       |
| 2012 | 7.391               | 2.759               | 43,11                  | 7.500       |
| 2013 | 8.312               | 3.116               | 61,32                  | 8.200       |
| 2014 | 9.441               | 3.617               | 77,56                  | 10.300      |
| 2015 | 9.667               | 3.808               | 92,66                  | 11.300      |
| 2016 | 10.776              | 4.059               | 95,88                  | 11.900      |
| 2017 | 12.497              | 3.915               | 127,39                 | 13.400      |
| 2018 | 14.950              | 5.859               | 191,68                 | 14.800      |
| 2019 | 16.883              | 8.118               | 256,23                 | 18.600      |
| 2020 | 15.301              | 6.411               | 309,47                 | 21.000      |
| 2021 | 18.884              | 8.687               | 354,28                 | 24.000      |
| 2022 | 22.237              | 9.930               | 339,65                 | 29.900      |

## PayPass

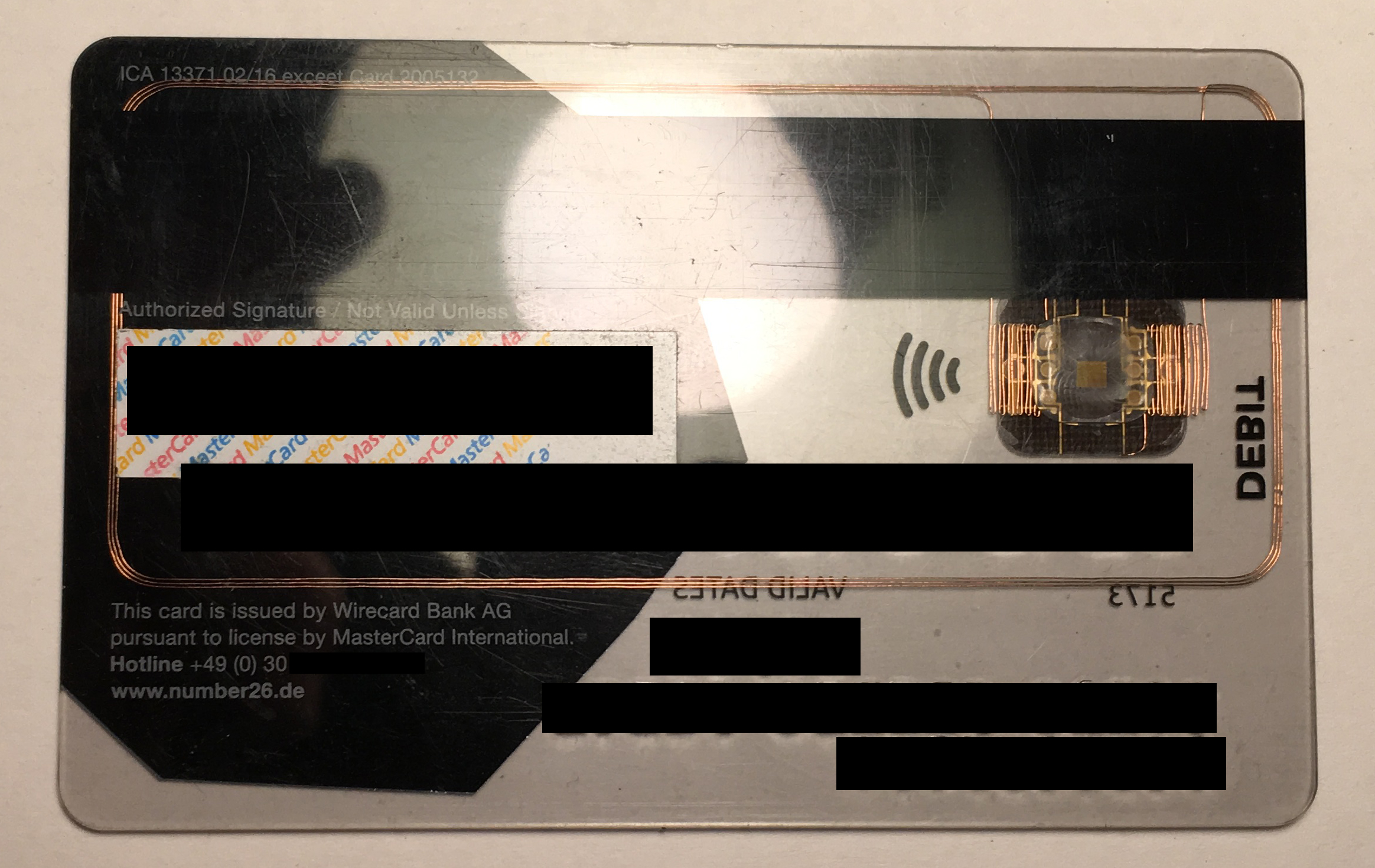
Rückseite einer Mastercard mit sichtbarem EMV-Chip und NFC-Antenne

Mastercard-Karten mit PayPass-Logo ermöglichen durch ihren Funkchip kontaktlose Zahlungen bis zu einem bestimmten Limit ohne den Karteninhaber zu authentifizieren. Das Limit liegt in der Eurozone bei 50 Euro. Es ist möglich, Paypass-Transaktionen mit einem höheren Betrag durchzuführen, allerdings muss dann eine Authentifizierung des Karteninhabers durch Unterschrift oder PIN-Eingabe vorgenommen werden. Welche Methode davon zulässig ist, hängt von den Einstellungen der Karte ab. In manchen Ländern (darunter Deutschland, Österreich, Schweiz) ist eine Authentifizierung per PIN möglich, andere Märkte erlauben dies nicht, hier kann in einem solchen Fall gegebenenfalls die Karte gesteckt und eine herkömmliche kontaktbehaftete Transaktion durchgeführt werden. Mit der PayPass-Funktionalität können sowohl Kreditkarten (Mastercard PayPass) als auch Debitkarten (Maestro PayPass) herausgegeben werden. Der Betrag wird dann jeweils entweder von einem Konto abgebucht oder muss vorher aufgeladen werden (Prepaid). Da die Kommunikation zwischen Karte und Terminal kontaktlos erfolgt, muss es sich nicht um eine Karte handeln, die PayPass-Funktionalität kann auch mit RFID-Stickern (die man z. B. auf ein Handy kleben kann), RFID-Uhren oder NFC-Telefonen etc. umgesetzt werden.
Der Kunde autorisiert die Zahlung, indem er seine Kreditkarte mit kontaktloser Zahlungsfunktion vor ein entsprechendes Terminal des Händlers beziehungsweise Zahlungsempfängers hält. Das Terminal liest die erforderlichen Daten kontaktlos aus und bestätigt seinerseits den Zahlungsvorgang durch ein akustisches und optisches Signal. Dies funktioniert jedoch nicht, wenn das Portemonnaie auch andere Funkchip-Karten enthält, auf die das Lesegerät anspricht, wie beispielsweise den neuen deutschen Personalausweis, woraufhin die Zahlung dann fehlschlägt. 
Hinsichtlich der Sicherheit dieses Verfahrens wurden bereits Bedenken laut, da die eingesetzten Verfahren Möglichkeiten zum Abgreifen personalisierter Informationen, doppelter Zahlungsausführung und zum unerwünschten Kopieren der Karte eröffnen.

## Mastercard Displaycard
Im November 2012 gab die Standard Chartered Bank mit Sitz in Singapur bekannt, eine neue Kreditkarte mit integriertem Bildschirm und einer Tastatur an ihre Kunden auszugeben. Die sogenannte Display Card ist eine vollwertige Mastercard und sowohl mit berührungssensitiven Tasten als auch einer monochromen Anzeige ausgestattet, die zur Authentifizierung dienen sollen. Beispielsweise versprechen sich die Bank und Mastercard davon, Betrugsfälle beim Einkaufen im Internet eindämmen zu können.

## Masterpass
Masterpass ist eine Cyberwallet, mit der man laut Mastercard sicher und schnell im Internet bezahlen kann.
In Deutschland war Masterpass von 2015 bis 2019 aktiv. Im Oktober 2019 hat Mastercard gemeinsam mit Visa, American Express und Discover den Bezahldienst Click to Pay in den USA lanciert.

## Sponsoring
Mastercard sponsert verschiedene Sportereignisse wie die UEFA Champions League. In der Vergangenheit wurden auch die FIFA Fußball-WM sowie das kurzlebige Formel-1-Team Mastercard Lola F1 (1997) gesponsert.

## Logos

Master Charge-Logo von 1969 bis 1979.
MasterCard-Logo von 1979 bis 1990.
MasterCard-Logo von 1990 bis 1997.
MasterCard-Logo von 1997 bis 2006, danach bis 14. Juli 2016 nur auf Karten abgebildet.
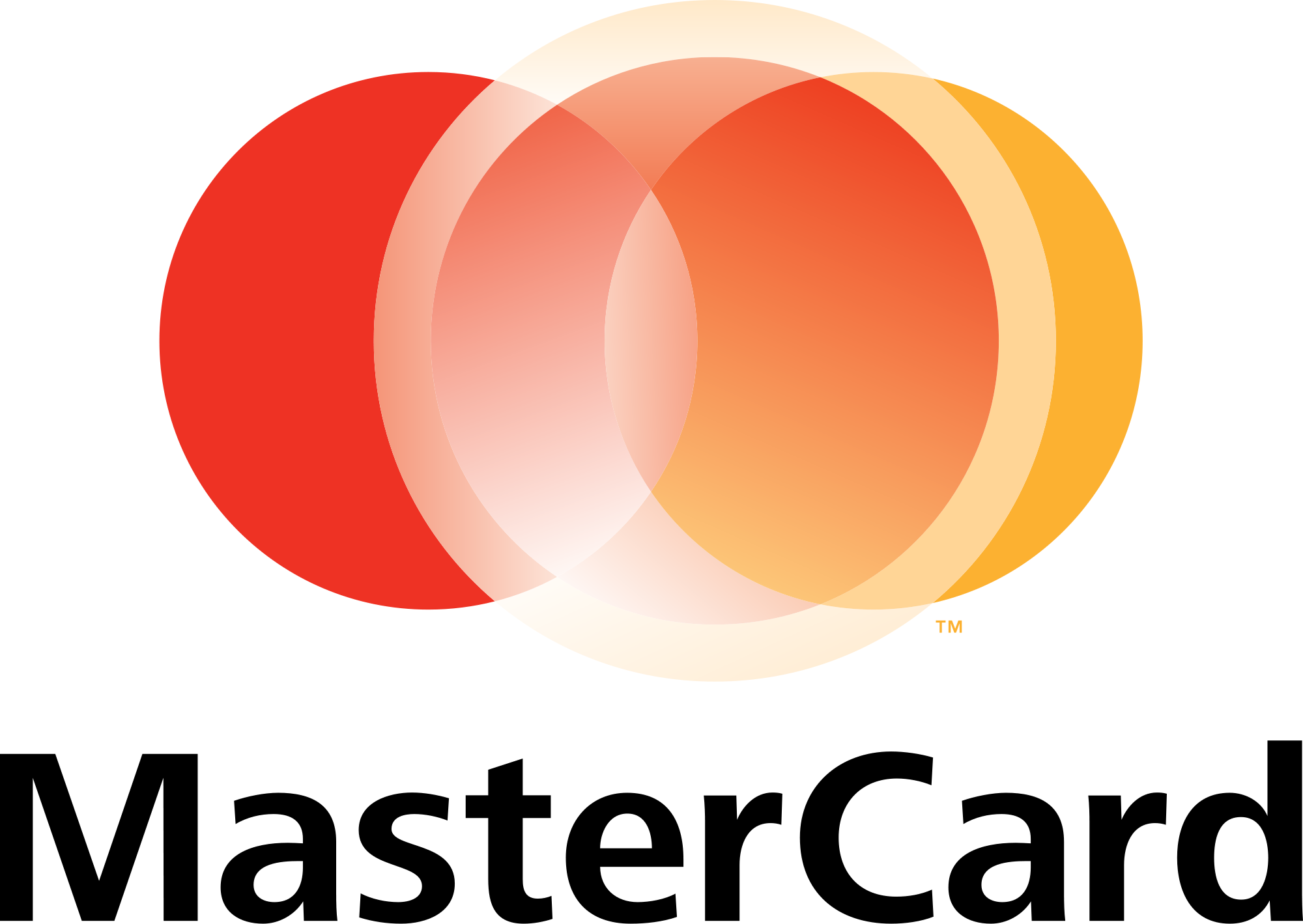
MasterCard-Unternehmenslogo von 2006 bis 14. Juli 2016.
Mastercard Unternehmens- und Marketing Logo seit 2016.
Logo von Maestro
Logo von Cirrus
Mastercard-Logo (seit Januar 2019).[30]

## Kritik
Mastercard und Visa verfolgten in den 1980er und 1990er Jahren eine systematische Benachteiligung von American Express. Mit speziellen Klauseln in Verträgen versuchte Mastercard, Banken von Geschäften mit American Express abzuhalten. Diese Klauseln und andere Dokumente wurden vom US-Justizministerium genutzt, um gegen Mastercard und Visa vorzugehen. 2004 reichte American Express wegen dieser Wettbewerbsverstöße Klage ein. 2008 stimmte Mastercard einem Vergleich zu und zahlte 1,8 Milliarden Dollar an American Express.
2016 wurde Mastercard in Großbritannien auf 16,5 Milliarden Euro Schadenersatz verklagt. Dem Unternehmen wurde vorgeworfen, durch zu hohe Gebühren die Preise für Verbraucher in die Höhe getrieben zu haben. Die Klage wurde im Juli 2017 vom zuständigen Gericht abgewiesen. Im Januar 2019 verhängte die EU-Kommission ebenfalls wegen überhöhter Gebühren eine Strafe in Höhe von 570 Millionen Euro gegen Mastercard.
Beim Anfang 2018 gestarteten Mastercard-Bonusprogramm „Priceless Specials“ in Deutschland existierte ein Datenleck;
im August 2019 wurden dadurch sensible Daten von rund 90.000 Mastercard-Kunden (darunter Namen, Kreditkartennummer, E-Mail, Postanschrift, Geburtsdatum, Telefonnummer) im Internet veröffentlicht.
Anfang Juni 2020 wurde das Bonusprogramm beendet.